# Armijska Ratna Komanda D-0
Armijska Ratna Komanda ARK D-0 (cyrillique : Армијска Ратна Команда ; français : Commandement de guerre de l'Armée), désignation civile complète « Vojni objekat Armijska Ratna Komanda ARK D-0 », également connu sous le nom d'ARK et surnommé « le bunker de Tito », est un bunker nucléaire et un centre de commandement militaire de l'époque de la guerre froide situés près de la ville de Konjic, en Bosnie-Herzégovine. Construit pour protéger le président yougoslave Josip Broz Tito et jusqu'à 350 membres de son entourage en cas de conflit atomique, la structure est composée de zones résidentielles, de salles de conférence, de bureaux, de salles de planification stratégique et d’autres zones. Le bunker est resté secret jusqu’à la dissolution de la Yougoslavie dans les années 1990.

## Historique
En 1953, alors que la guerre froide se préparait, le président Tito a ordonné à l'armée populaire yougoslave (JNA) de commencer les travaux du bunker ARK. En cas de guerre nucléaire, le complexe devait servir de centre d'opérations militaires, d'abri pour l'état-major du Commandement suprême et Tito, ainsi que pour sa famille et ses proches collaborateurs. Sa construction et son existence comptent parmi les secrets militaires les plus étroitement gardés de l’époque par la Yougoslavie et le resta jusque dans les années 1990, lorsque l'ARK fut révélée au public.
En 1979, lorsque les travaux ont été achevés après 26 ans et 4,6 milliards de dollars en coûts de construction, (environ 26 milliards de dollars dans la monnaie d'aujourd'hui), l'installation a été confiée à un détachement de la JNA composé de 16 membres du personnel militaire (par groupe ethnique: 9 Serbes, 4 Bosniaques et 3 Croates) chargé de maintenir la structure, au besoin. Après la mort de Tito en 1980, le complexe a été mis hors service, mais maintenu prêt en cas de guerre. En mars 1992, lors de l'éclatement de la Yougoslavie, la JNA a ordonné sa démolition afin de la refuser au gouvernement séparatiste de Bosnie-Herzégovine, mais le détachement militaire a refusé d'exécuter l'ordre et a plutôt cédé la structure au gouvernement de Bosnie.

## Construction
Construit entre 1953 et 1979, à l'intérieur d'une colline de Zlatar au pied sud de la montagne Bjelašnica, l'ARK est le plus grand abri nucléaire, et l'une des plus grandes installations souterraines jamais construites dans l'ex-Yougoslavie. Pendant plus d'une décennie après son achèvement, il s'agissait de l'installation militaire la plus secrète du pays. Tous les ouvriers de la construction ont été soigneusement sélectionnés, signant un contrat de confidentialité, et tous les membres du personnel étaient en possession de la plus haute autorisation de sécurité.
Trois maisons indistinctes, non indiquées sur une carte, entourées par la nature et situées le long de la rivière Neretva, sont visibles à l'extérieur du complexe. Pendant près de 50 ans, les maisons ont dissimulé les entrées de la troisième plus grande base militaire de Yougoslavie (après la base aérienne souterraine de Željava près de Bihać et la base navale de Lora à Split, en Croatie). Les maisons se composent d'une résidence de contrôle, d'un bâtiment contenant des liaisons de communication sécurisées et de l'installation où du personnel de soutien technique serait installé. Le long d'un couloir situé dans la première maison, trois portes métalliques de 1,20 mètre d'épaisseur protègent un tunnel menant au cœur de l'abri, d'une profondeur de 280 mètres et d'une longueur de 202 mètres.
La structure souterraine en forme de fer à cheval, construite pour résister à une explosion nucléaire de 20 kilotonnes, est divisée en 12 blocs interconnectés, les plus importants étant les blocs 6 (communication), 8 (bloc de Tito), 9 (filtration de l'air), 10 (stockage du combustible). ) et 11 (stockage d’eau). Conçu pour protéger et accueillir jusqu'à 350 personnes jusqu'à six mois, le bunker couvre une superficie de 6 854 m² et comprend plus de 100 salles, y compris des dortoirs, deux grandes salles de conférence, cinq centres d'opérations reliés directement à la présidence par téléphone, deux cuisines, cinq grands sanitaires, un centre de cryptographie, un accès à la télévision par câble et salle d'opération entièrement équipée. La résidence du président Tito comprend cinq pièces: une pour son secrétaire et les chefs de parti, le bureau de Tito, sa chambre à coucher depuis laquelle on peut entrer dans la chambre de la Première Dame yougoslave Jovanka Broz et une salle de relaxation.
La structure comprend 21 grands systèmes et salles de maintenance avec des conteneurs capables de contenir 50 tonnes de pétrole, des systèmes de climatisation, des réservoirs d'eau de 170 mètres cubes et de l'eau courante provenant de puits naturels situés dans les montagnes. Chaque système était équipé d’un secours en cas de défaillance du primaire. La température dans le bunker se situe entre 21 et 23 degrés Celsius, avec une humidité comprise entre 60% et 70%, ce qui représente des conditions de vie souterraines quasi optimales. Le complexe est éclairé par environ 6 000 ampoules au néon.

## Actuellement
Aujourd'hui[Quand ?], ces installations sont placées sous l'autorité du ministère de la Défense de Bosnie-Herzégovine et sont gérées par l'armée du pays, gardés par un détachement de cinq soldats, et préservé intact avec tous ses symboles du système social, économique, politique et idéologique de la Yougoslavie socialiste. Au cours des guerres des années 1990, de nombreux monuments de l'ex-Yougoslavie ont été détruits, notamment ceux de Bosnie-Herzégovine.

## Galerie de photographies

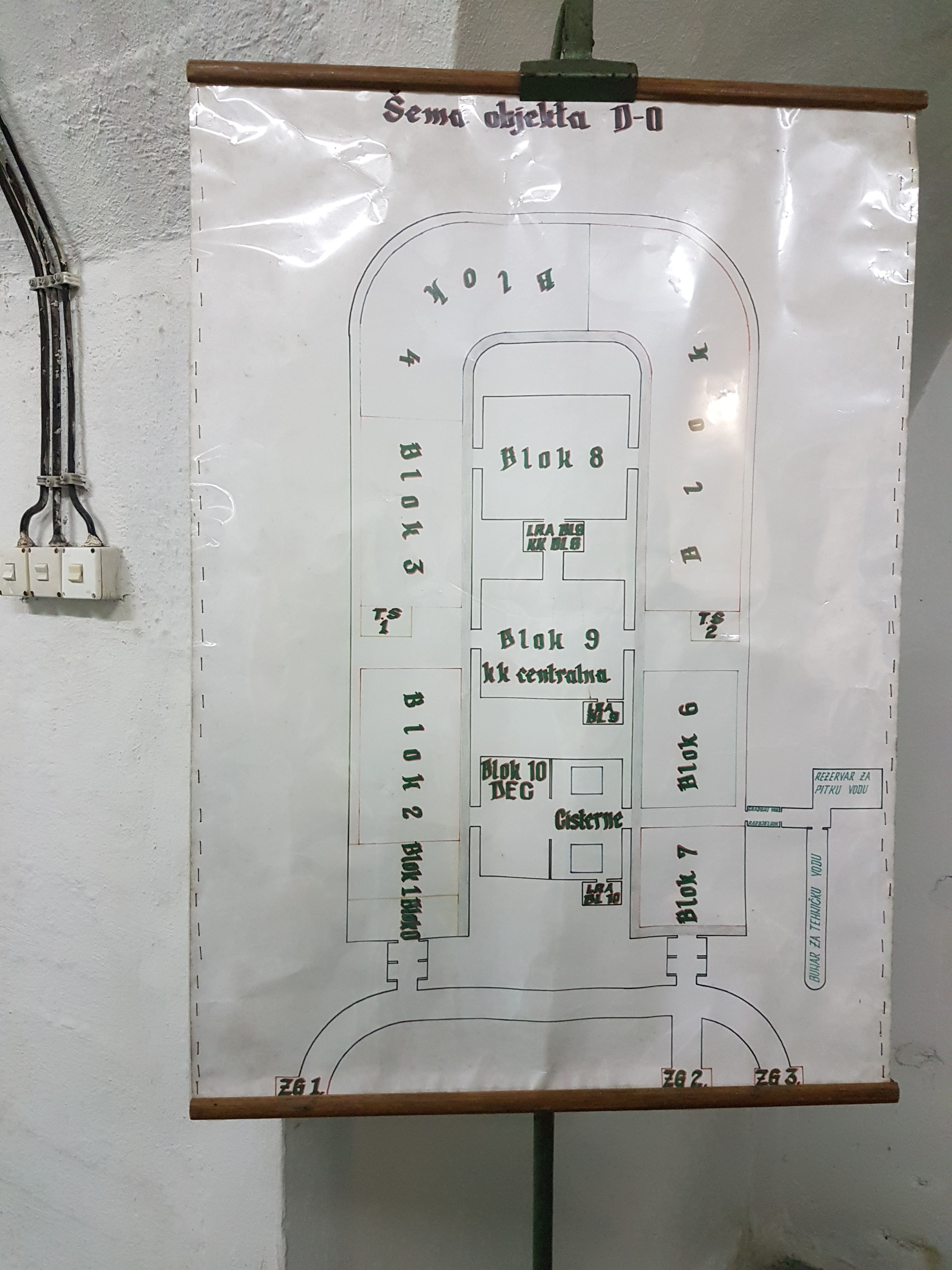
Vue schématique de l'ARK.
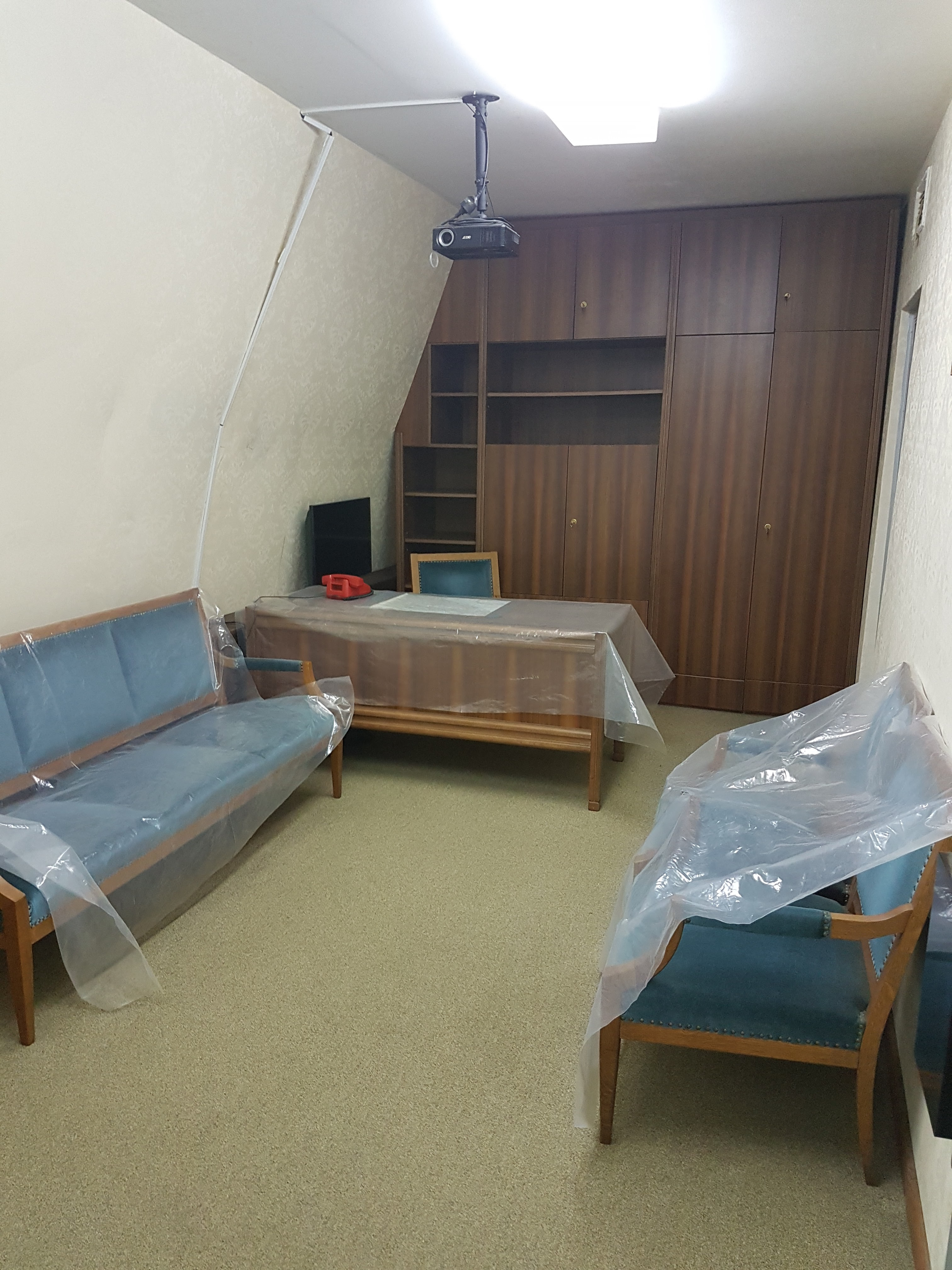
Chambre dans le bunker.
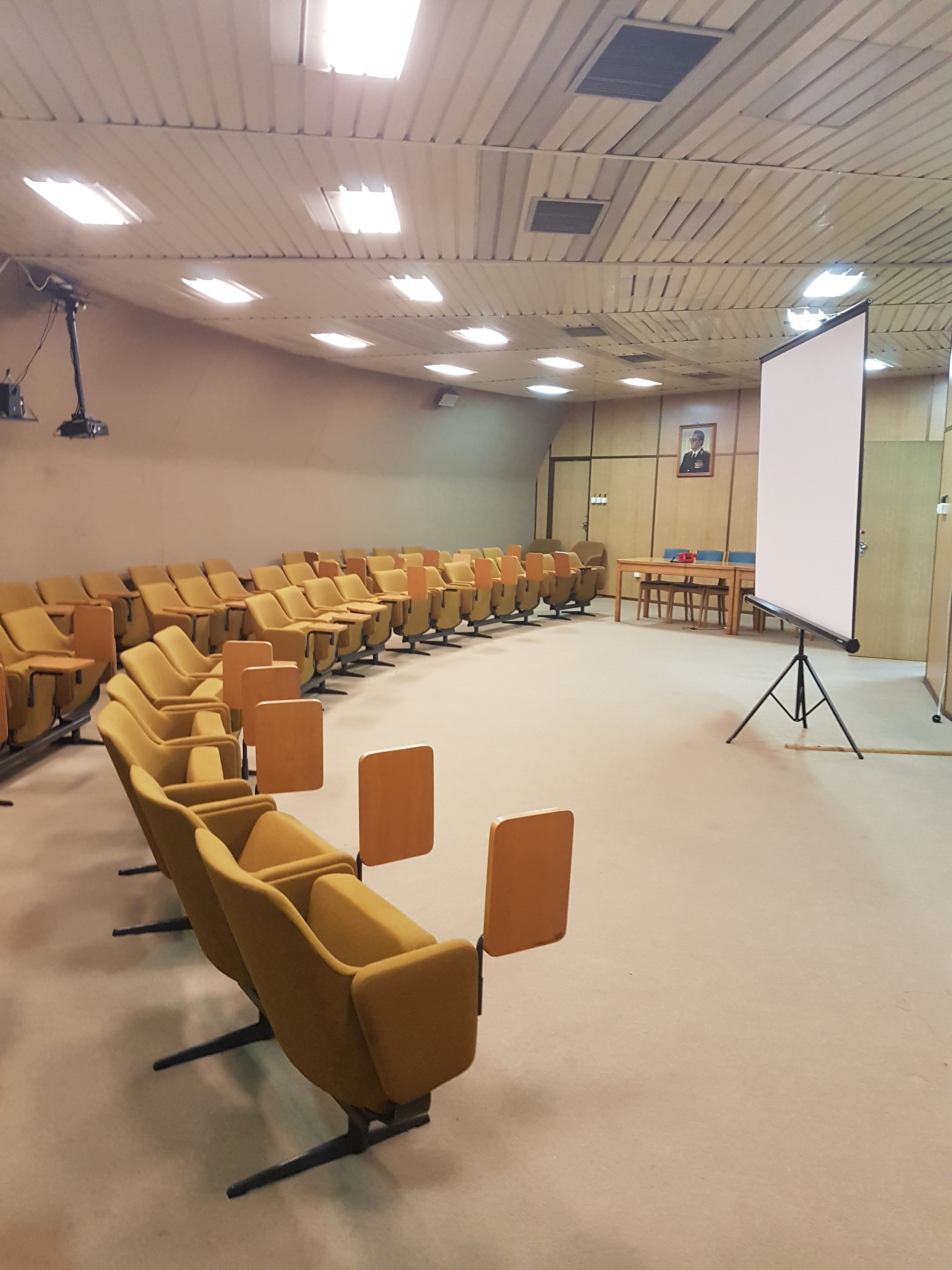
Salle de conférence dans le bunker de Tito.
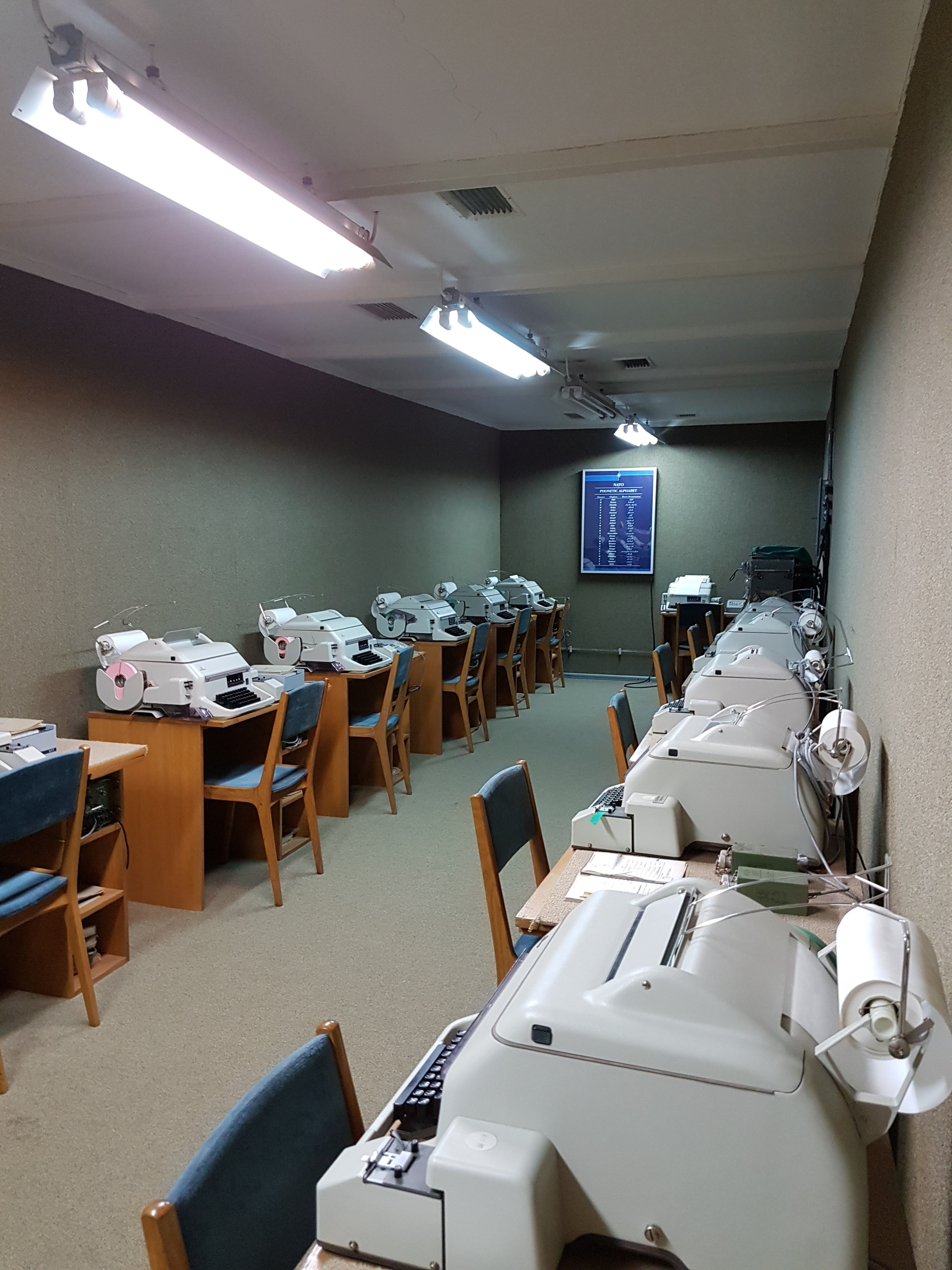
Centre de communication dans le bunker ARK.
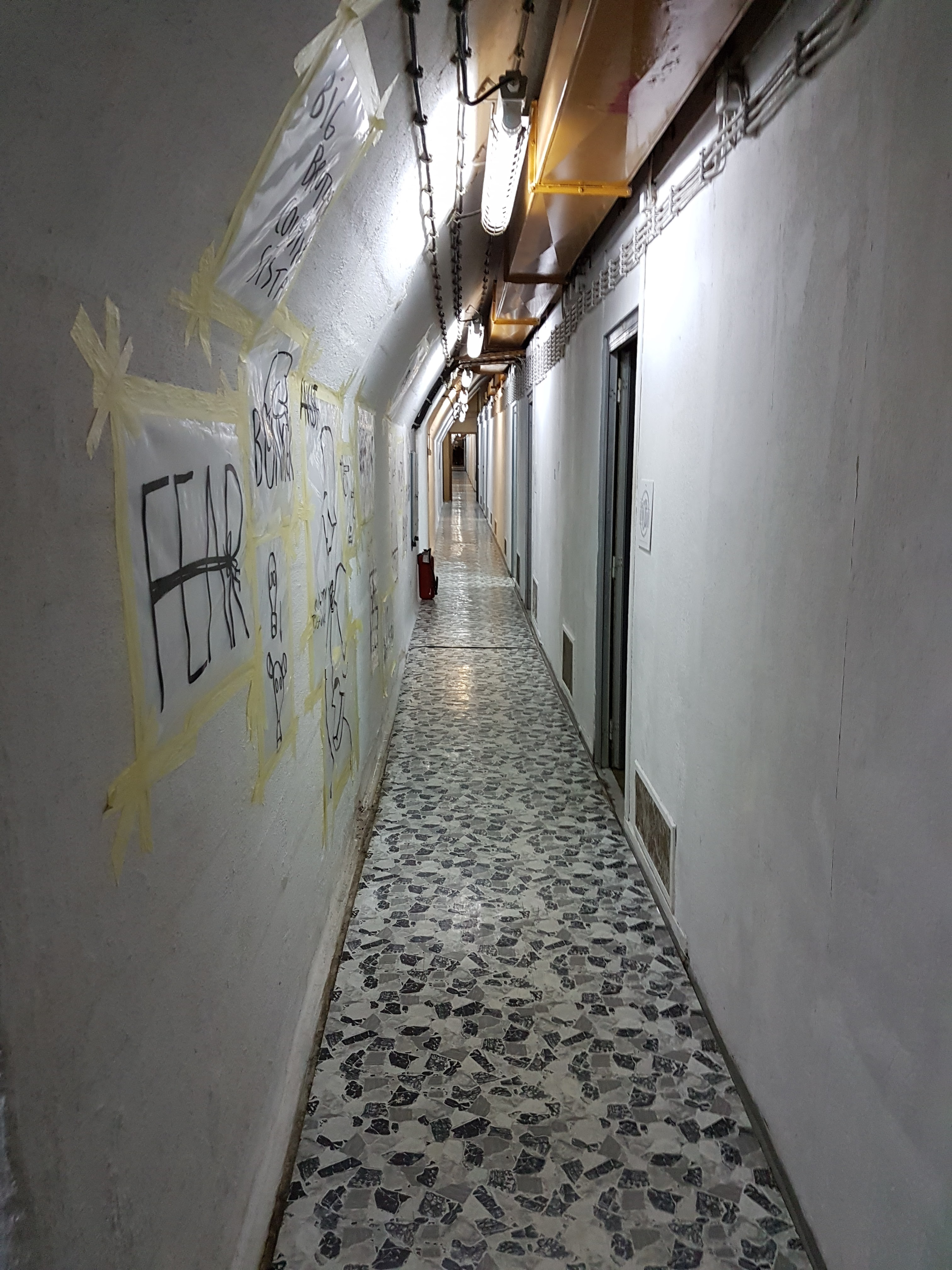
Couloir dans le bunker ARK.
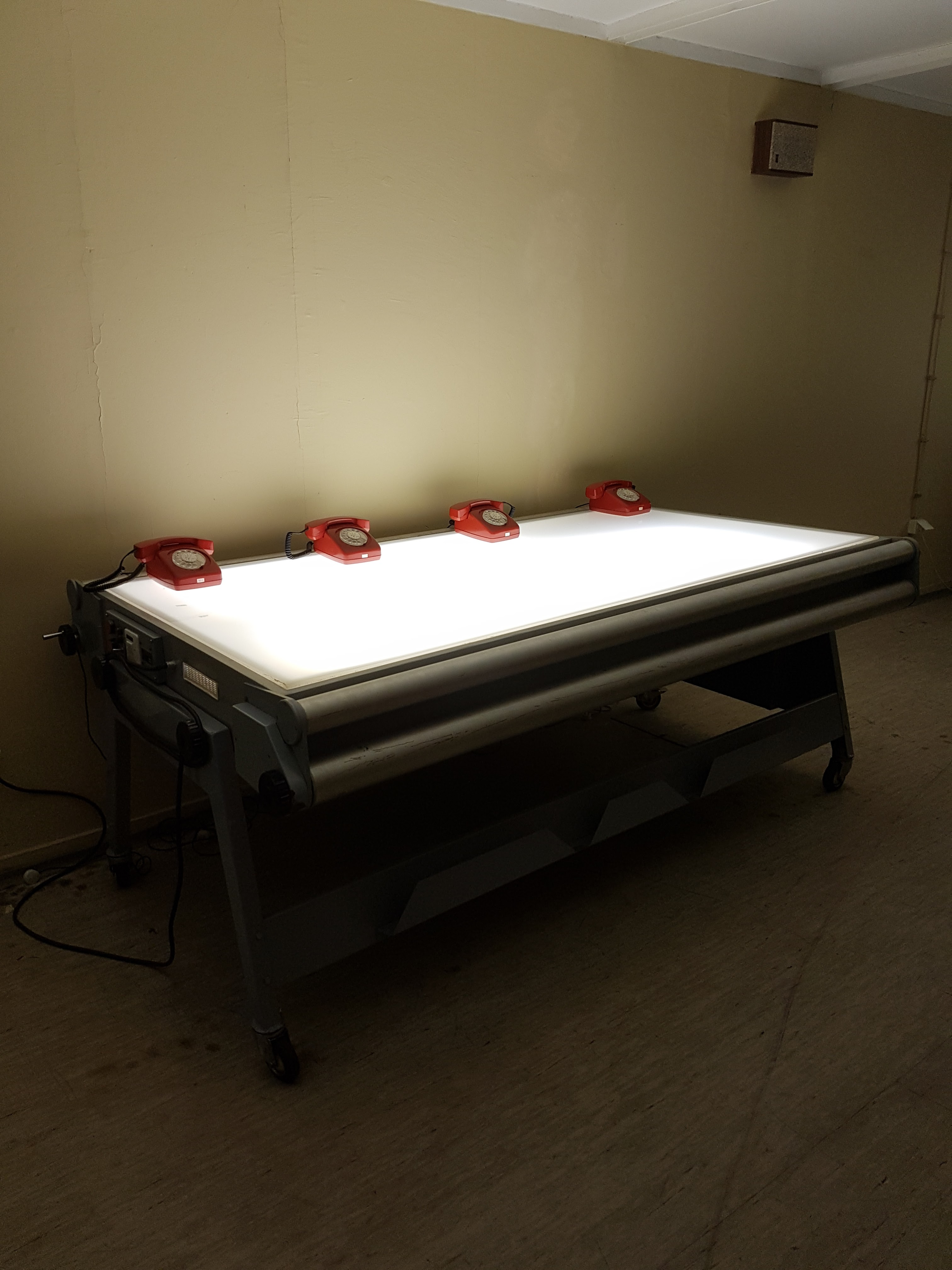
Table lumineuse et téléphones rouges dans la salle de commandement du bunker ARK.
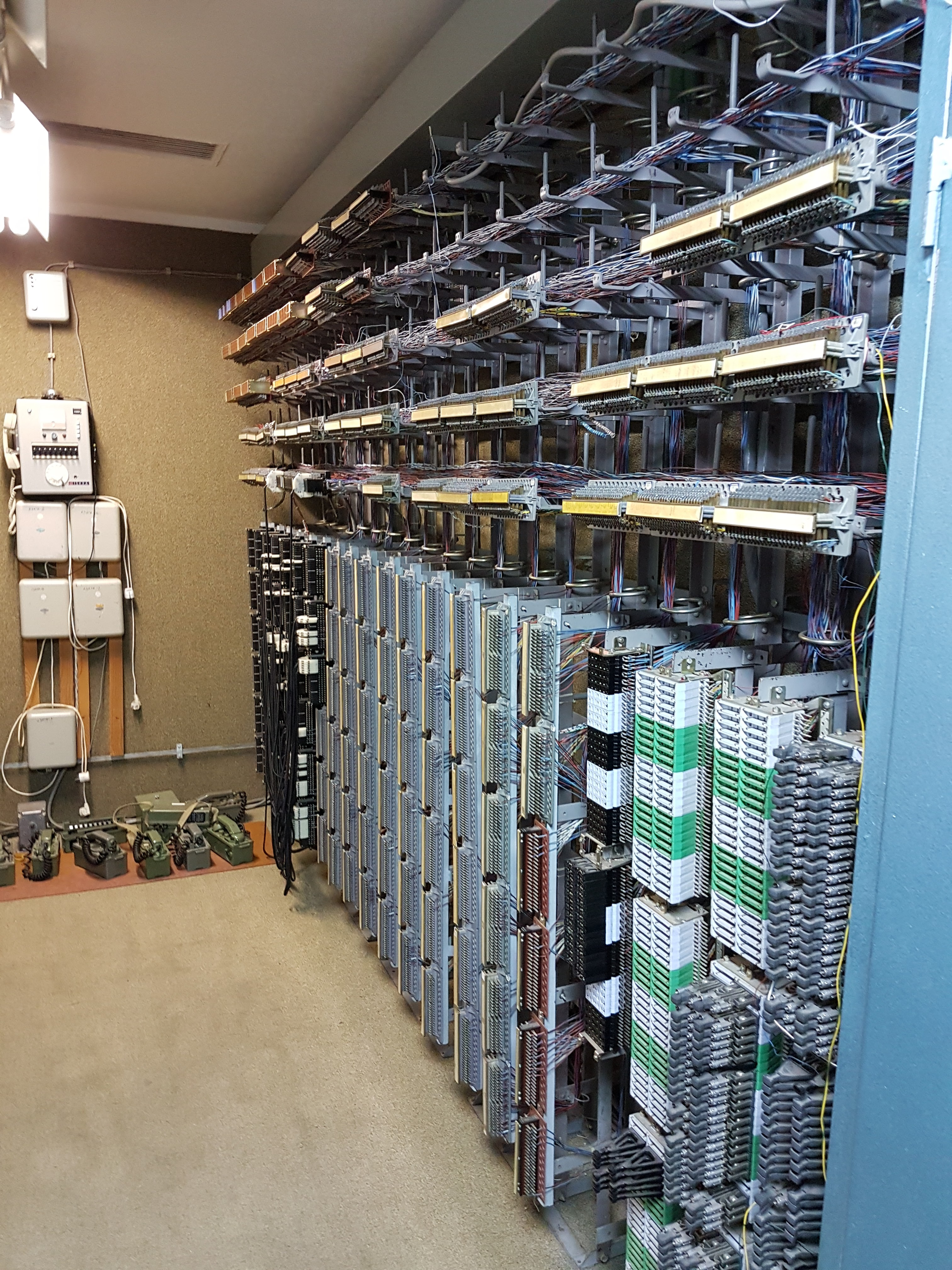
Bureau central des télécommunications dans le bunker.